# Goede tijden, slechte tijden (seizoen 27)
Het zevenentwintige seizoen van Goede tijden, slechte tijden startte op 5 september 2016. Het seizoen werd elke werkdag uitgezonden op RTL 4.

## Rolverdeling

### Aanvang
Het zevenentwintigste seizoen telde 220 afleveringen (aflevering 5406-5625)
| Acteur               | Personage       | Afleveringen          |
| -------------------- | --------------- | --------------------- |
| Jette van der Meij   | Laura Selmhorst | Hele seizoen          |
| Caroline De Bruijn   | Janine Elschot  | Hele seizoen          |
| Erik de Vogel        | Ludo Sanders    | Hele seizoen          |
| Inge Schrama         | Sjors Langeveld | 5406–5424 • 5533–5600 |
| Everon Jackson Hooi  | Bing Mauricius  | Hele seizoen          |
| Marly van der Velden | Nina Sanders    | Hele seizoen          |
| Ruud Feltkamp        | Noud Alberts    | Hele seizoen          |
| Marjolein Keuning    | Maxime Sanders  | Hele seizoen          |
| Joep Sertons         | Anton Bouwhuis  | Hele seizoen          |
| Guido Spek           | Sjoerd Bouwhuis | Hele seizoen          |
| Robin Martens        | Rikki de Jong   | Hele seizoen          |
| Dilan Yurdakul       | Aysen Baydar    | Hele seizoen          |
| Miro Kloosterman     | Thijs Kramer    | 5406–5521             |
| Barbara Sloesen      | Anna Brandt     | 5406–5583             |
| Babette van Veen     | Linda Dekker    | Hele seizoen          |
| Buddy Vedder         | Rover Dekker    | Hele seizoen          |
| Stijn Fransen        | Sam Dekker      | Hele seizoen          |
| Ferri Somogyi        | Rik de Jong     | Hele seizoen          |
| Jord Knotter         | Job Zonneveld   | Hele seizoen          |

### Nieuwe rollen
De rollen die in de loop van het seizoen werden geïntroduceerd als belangrijke personages
| Acteur        | Personage        | Afleveringen |
| ------------- | ---------------- | ------------ |
| Britt Scholte | Kimberly Sanders | 5456–5625    |
| Ferry Doedens | Lucas Sanders    | 5483–5625    |
| Alkan Çöklü   | Amir Nazar       | 5600–5625    |
| Melissa Drost | Sjors Langeveld  | 5601–5625    |

### Bijrollen
| Acteur              | Personage       | Afleveringen          |
| ------------------- | --------------- | --------------------- |
| Miryanna van Reeden | Malena Blanco   | 5410–5499 • 5575-5580 |
| Hugo Metsers        | Marcus Sanders  | 5456–5499 • 5575–5580 |
| Mark van Eeuwen     | Jack van Houten | 5534                  |
| Pip Pellens         | Wiet van Houten | 5534                  |
| Inge Ipenburg       | Martine Hafkamp | 5534–5591             |
| Hugo Kennis         | Antonio Granata | 5548                  |
| Bas Keijzer         | Jos Uylenburg   | 5584–5625             |
| Mads Wittermans     | Marco Rienstra  | 5610–5625             |